# Гать (Берегівський район)
Гать — село в Берегівській міській громаді Берегівського району Закарпатської області України. Населення становить 3122 особи (станом на 2001 рік). Село розташоване за 9,5 кілометра від районного центру.

## Назва
Назва села, вочевидь, походить від слов'янського слова «гать» — в цій колись болотистій місцевості навколо великого, нині осушеного озера Серне селились люди, гативши собі землі, відвойовані від болота. Такі землі були практично недоступними монгольській орді, яка знищувала села краю в ХІІІ ст. Угорська назва населеного пункту — «Гат».

## Герб
Щит напіврозтятий і понижено перетятий срібним, лазуровим і зеленим. У першій частині стоїть срібний журавель вліво з чорними очима і кінчиками крил, і червоними дзьобом і лапами. У другій частині золотий сніп. У третій частині дві срібні хвилеподібні балки.

## Географія
Село Гать лежить за 9,5 км на північ від районного центру, фізична відстань до Києва — 600,2 км.
Селом протікає річка Чорна Вода, ліва притока Керепця.
| Клімат Гаті             | Клімат Гаті | Клімат Гаті | Клімат Гаті | Клімат Гаті | Клімат Гаті | Клімат Гаті | Клімат Гаті | Клімат Гаті | Клімат Гаті | Клімат Гаті | Клімат Гаті | Клімат Гаті | Клімат Гаті |
| Показник                | Січ.        | Лют.        | Бер.        | Квіт.       | Трав.       | Черв.       | Лип.        | Серп.       | Вер.        | Жовт.       | Лист.       | Груд.       | Рік         |
| Середній максимум, °C   | 0,8         | 3,4         | 9,3         | 16,1        | 21,2        | 24,2        | 26,0        | 25,6        | 21,4        | 15,7        | 8,2         | 3,0         | 14,6        |
| Середня температура, °C | −2,5        | −0,2        | 4,7         | 10,6        | 15,4        | 18,5        | 20,2        | 19,7        | 15,7        | 10,5        | 4,8         | 0,3         | 9,8         |
| Середній мінімум, °C    | −5,8        | −3,7        | 0,1         | 5,2         | 9,7         | 12,9        | 14,4        | 13,8        | 10,1        | 5,3         | 1,4         | −2,4        | 5,1         |
| Норма опадів, мм        | 46          | 39          | 40          | 46          | 69          | 86          | 76          | 68          | 49          | 45          | 51          | 59          | 674         |
| ----------------------- | ----------- | ----------- | ----------- | ----------- | ----------- | ----------- | ----------- | ----------- | ----------- | ----------- | ----------- | ----------- | ----------- |
| Джерело:                |             |             |             |             |             |             |             |             |             |             |             |             |             |

### Присілки
Ердов
Ердов  - колишнє село в Україні, в Закарпатській області. Обєднане з селом Гат. Згадки: 1475: Erdőd.
Мужга
Мужга — колишнє село в Україні, в Закарпатській області. Обєднане з селом Гать. Згадки:  1645: Muzga Falwa.
Троян
Троян — колишнє село в Україні, в Закарпатській області. Обєднане з селом Гать. Згадки: 1600: Trojánfalva, 1645: Troian Falva, 1672: Trojánfalva.

## Історія
Місцевість почалась заселятись до періоду освоєння краю угорцями. Під назвою Гать село вперше зустрічається в письмових документах в 1374 р., на той час село перебувало у власності королеви Ержебет (Єлизавети). В подальшому протягом кількох століть переходило у власність різних володарів, як відомих родин, зокрема, в 1529 р. було дароване королем Яношем І-м Іштвану Баторі. В 1566 р. село було розорене татарами. В  XVII ст. переходило на час до Габора Бетлена та Дьордя Ракоці, в 1726 р. с. Гать було подароване графу Шонборну, який заснував тут маєток із садибою. В подальшому родиною Шонборнів були засновані також хутори Чикош-Горонда та Нярош-Горонда (нині зникле).
З 1844 р. селище мало власну символіку: печатку з зображенням лелеки, що стоїть серед болота.
В 1938 році під час копання колодязя знайдено мідний чекано-молот доби неоліту.

## Населення
Станом на 1989 рік у селі проживало 3012 осіб, серед них — 1442 чоловіки і 1570 жінок.
За даними перепису населення 2001 року у селі проживали 3122 особи. Рідною мовою назвали:
| Мова       | Кількість осіб | Відсоток |
| ---------- | -------------- | -------- |
| угорська   | 2941           | 94,20 %  |
| українська | 170            | 5,45 %   |
| російська  | 7              | 0,22 %   |
| молдовська | 2              | 0,06 %   |
| польська   | 1              | 0,03 %   |
| німецька   | 1              | 0,03 %   |

## Архітектура
Дерев'яна реформатська церква в с. Гать була побудована в  1733 р.,  в 1828 р. замість неї була збудована мурована церква, яка поєднує в собі класичний та романтичний стилі. У 2017 р. за допомоги Угорщини та Реформатської церкви Закарпаття церква була відремонтована із заміною дахового покриття.
Православна громада села збудувала нову невелику церкву.
На стіні місцевої загальноосвітньої школи в 2007 р. відкрито мармурову меморіальну дошку з нагоди 80-річчя із Дня народження Вільмоша Ковача (1927—1977), уродженця села, поета, письменника та громадського діяча, із відповідним написом угорською мовою. Інша дошка на честь цього діяча, двомовна, була встановлена раніше і прикріплена на стіні Будинку культури.
На околиці села знаходиться старовинний млин, орієнтовно 1920-30-хх рр. Частина млина в 2020 р. переобладнана під паб та мотель, інша частина, в занедбаному стані, продається.
Цікавою в мистецькому плані є автобусна зупинка в центрі села. Її художнє оформлення в тениці «сграфіто» в 1970-х рр. виконали видатні закарпатські художники Гаврило Глюк та Василь Габда.

## Туристичні місця
- В 1938 році під час копання колодязя знайдено мідний чекано-молот доби неоліту.
- На околиці села знаходиться старовинний млин, орієнтовно 1920-30-хх рр.
- Цікавою в мистецькому плані є автобусна зупинка в центрі села. Її художнє оформлення в тениці «сграфіто» в 1970-х рр. виконали видатні закарпатські художники Гаврило Глюк та Василь Габда.
- в 2007 р. відкрито мармурову меморіальну дошку з нагоди 80-річчя із Дня народження Вільмоша Ковача (1927—1977), уродженця села, поета, письменника та громадського діяча, із відповідним написом угорською мовою. Інша дошка на честь цього діяча, двомовна, була встановлена раніше і прикріплена на стіні Будинку культури.
- 1828 р. мурований храм
- маєток із садибою Шенборна

## Пам'ятки
- Пам'ятник радянським воїнам-визволителям[d];

## Відомі люди

### Народилися
- Карой Беньямін[hu] (1897–1968) — угорський архітектор.
- Вільмош Ковач (1927—1977) — письменник, перекладач.
- Ципола Гізела (1944) — українська оперна співачка, народна артистка СРСР.

### Проживали
- Деак Жолт Йожефович (1979–2024) — український військовослужбовець, учасник російсько-української війни.